# Зимстан
Зимстан — посёлок в Усть-Куломском районе Республики Коми России. Центр сельского поселения Зимстан. 
Находится на правом берегу реки Прупт, в 81 км от села Усть-Кулом. 
Первоначально находился в среднем течении реки Соль (правый приток реки Прупт), возник во второй половине 1931 года как посёлок спецпереселенцев. На 01.01.1932 года — 1066 чел., на 01.05.1932 года — 972 чел. К середине 1930-х годов организован колхоз. На топографических картах 1940-х годов — Зинстан на правом берегу реки Соль.
В последующие годы был построен посёлок лесозаготовителей Зимстан на новом месте — на берегу реки Прупт, а старый посёлок перестал существовать. В 1956 году посёлок относился к Керчомскому сельскому совету, с начала 1960-х годов — к Пруптскому сельскому совету. С 28 декабря 1976 года — центр Пруптского сельского совета. На топографических картах 1965—1966 годов отмечены урочище Зимстан на месте старого посёлка (на реке Соль) и посёлок Зинстан на правом берегу реки Прупт выше устья реки Соль.
Основное предприятие посёлка — ОАО «Пруптский леспромхоз». Имеется аэропорт.

## Население
| 1989 | 2002  | 2010  | 2021  |
| ---- | ----- | ----- | ----- |
| 1954 | ↘1697 | ↘1458 | ↘1104 |

- 1970 год — 588 чел. (с поселком Виль — 737 чел.)

Национальный состав
1989 год — 1989 чел. (из них 70 % коми)